# Хапачев
Хапачев (рос. Хапачев) — хутір Шовгеновського району Адигеї Росії. Входить до складу Хакуринохабльського сільського поселення.
Населення — 220 осіб (2015 рік).